# Torgya
Torgya, aussi connu come Tawang-Torgya, est une fête annuelle des populations monba de la vallée de Tawang qui se tient au monastère de Tawang, dans l'État de l'Arunachal Pradesh, au Nord-Est de l'Inde. Au cours de ces festivités, on peut assister aux danses de chaam (masquées) des moines. 